# Срібний павук
«Срібний павук» — роман у жанрі ретро-детективу, що написаний українським письменником Василем Кожелянком (створений протягом травня — грудня 2002 року) та вперше надрукований у видавництві «Кальварія» 2004 року.
| Новий роман творця жанру «українська альтернативна історія» здивує поціновувачів його прози цікавим поєднанням іронічного ставлення до найменших подробиць життя Чернівців 1939 року з несподіваними візіями культур інших країн та народів, віднайденими автором у маловідомих книжках. Ретро-детектив густо приперчений своєрідним гумором, присмачений соковитою буковинською говіркою та ароматизований стосунками у любовному трикутнику. В оформленні книжки використані світлини довоєнних Чернівців, сповнені ностальгії за своєрідним «букетом культур», згадувати який і приємно, і щемко водночас. |

|                    | Після «Тероріуму» він написав роман «Срібний павук»... Насправді це була спроба вирватися із зачарованого кола сюжетної мультиплікації з однаково програшним для «України» фіналом. Попри те що тут також в'юниться в минувшину його «фірмова» масонсько-містична нитка, а на марґінесах сюжету виникають помітні історичні постаті (цього разу — Алістер Кроулі, Мірча Еліаде та Олександр Олесь), цей твір став справжньою, не постмодерністською, ностальґією автора за передвоєнними Чернівцями. |
| — Констянтин Родик | |

| книги | Це незавершена стаття про книгу. Ви можете допомогти проєкту, виправивши або дописавши її. |